# 希普利什基市镇
希普利什基市镇（波蘭語：Gmina Szypliszki）是波兰波德拉谢省的一个乡村型市镇，隶属于苏瓦乌基县，治所位于同名城市希普利什基。总面积为156.55平方公里，截至2019年6月30日总人口为3883人。